# Decreto 83/2015
El Decreto 83/2015 del 14 de diciembre de 2015 es el instrumento mediante el cual durante la presidencia de Mauricio Macri éste designaba en comisión dos jueces de la Corte Suprema de Justicia de la Nación Argentina: Carlos Fernando Rosenkrantz y Horacio Daniel Rosatti.
El nombramiento de dichos jueces se efectuó durante el receso legislativo y sin haber convocado a sesión extraordinaria, por lo tanto sin acuerdo del Senado. Las designaciones duran hasta "el final de la próxima legislatura”, tiempo en el que el Senado decide sobre su confirmación o revocación; en cualquier caso, deberán permanecer en el cargo hasta el «final de dicho período legislativo en caso de no obtener dicho acuerdo».
El decreto, en su artículo 2º, también dispone que debe darse inmediato comienzo al trámite para solicitar al Senado la designación definitiva de ambos magistrados.
Los fundamentos del decreto invocan entre otras normas el inciso 19 del artículo 99 de la Constitución argentina. La norma generó una polémica referida según el caso a su oportunidad, a la calidad de los dos candidatos propuestos o a su constitucionalidad. Recibió críticas de políticos y juristas de buena parte del arco político; aunque también varios constitucionalistas se pronunciaron por su validez legal.
Luego de la polémica pública, y la inclusión de este tema como uno de los motivos de la marcha del 17 de diciembre, la jura de los jueces fue postergada por acuerdo de los poderes ejecutivo y judicial. Unos días después, el juez federal Alejo Ramos Padilla falló a favor de una medida cautelar que frenó las designaciones, argumentando "gravedad institucional" y urgencia (ya que solo restaba la jura), la violación de los derechos adquiridos del pueblo mediante el decreto 222/03 a realizar objeciones, y las incongruencias de los fundamentos del decreto que los designaba. En tanto que la Cámara de Diputados recibió más de 200 pedidos de juicio político contra el presidente de la Corte Suprema por avalar la medida.

## Historia
El lunes 14 de diciembre de 2015, el sitio oficial de prensa del Poder Ejecutivo informa bajo el título "Mauricio Macri designó a dos nuevos ministros de la Corte Suprema de Justicia de la Nación", El decreto respectivo fue publicado en el Boletín Oficial de la República Argentina del día siguiente. En su libro Los Supremos, la periodista Irina Hauser consigna que el ministro de Justicia y Derechos Humanos, Germán Garavano, se acercó el 14 de diciembre de 2015 al despacho de Ricardo Lorenzetti para proponerle los nombres finales: Carlos Rosenkratz y Horacio Rosatti, quienes no pasarían por el proceso de audiencias del Senado sino que serían nombrados directamente por decreto.
El decreto designó a dos jueces para los cargos vacantes en la Corte Suprema de Justicia de la Nación Argentina.
Según el artículo 99 de la Constitución Nacional, el Poder Ejecutivo “nombra los magistrados de la Corte Suprema con acuerdo del Senado por dos tercios de sus miembros presentes, en sesión pública, convocada al efecto.”.
El nombramiento de jueces federales en comisión había sido efectuado en otras oportunidades (el propio decreto cita el decreto 3255/1984 del presidente Raúl Alfonsín). Existe debate sobre la cantidad de veces que el procedimiento ha sido usado en democracia para suplir vacantes de jueces de la Corte Suprema. Se lo usó para conformar la primera Corte en 1862. Algunos autores sostienen que no volvió a recurrirse a dicha facultad cuando se trataba de integrantes del máximo tribunal y otros mencionan que volvió a usarse al menos una vez más para designar en comisión al juez de la Corte Suprema Dámaso E. Palacio, quien resultó confirmado por el Senado el 3 de junio de 1910. El constitucionalista Gregorio Badeni identificó otros nueve casos de designación de miembros de la Corte Suprema en comisión: los de los jueces José Domínguez (1872), Onésimo Leguizamón (1877), Manuel D. Pizarro (1882), Luis Vicente Varela (1889), Luis Sáenz Peña (1890), Benjamín Paz (1892) y José Federico Bidau (1962). Hasta el decreto el camino previsto en la Constitución para designar a un juez de la Corte Suprema, era que el Poder Ejecutivo propone a los candidatos, se abre un período de impugnaciones y adhesiones, hay entrevistas personales con la comisión de acuerdos del Senado y los senadores, finalmente, deben votar para darle acuerdo con los dos tercios de los presentes.

La medida generó polémica al despertar las críticas de amplia extensión del arco político, incluyendo aliados, de juristas, periodistas y agrupaciones varias; a la vez que otros la defendían. Las críticas iban desde lo poco conveniente, hasta considerarlas inconstitucionales y antirrepublicanas.
A la noche del miércoles 16, Macri debió dar marcha atrás y se reunió con referentes del partido aliado UCR, donde acordó remitir el pliego al Senado. También el bloque opositor FpV pronunció que rechazaría el pliego de cualquier juez que apoye la designación "en comisión" de jueces de la Suprema Corte. Esa misma noche el presidente se reunión luego con Ricardo Lorenzetti, presidente de la Corte Suprema, para acordar la fecha de jura de los ministros designados. En el marco de dicha reunión, ambos acordaron postergar la jura y asunción de los jueces hasta el mes de febrero.
Días después, el juez federal Alejo Ramos Padilla falló a favor de una medida cautelar que frenó las designaciones. El fallo advierte que la Corte Suprema no podrá tomarles juramento mientras las designaciones no se hayan realizado con acuerdo del Senado. Entre sus argumentos, toma en consideración la incongruencia de los considerandos del decreto 83/2015; en especial el que justifica la excepcionalidad de la medida asegurando que la Corte no puede funcionar, cuando "existe un procedimiento específico previsto en el artículo 22 del decreto ley 1285/58 ratificado por la ley 14.467 y sus modificatorias que establece el modo en que deben cubrirse las vacantes transitorias". Otros argumentos fueron que la medida era urgente ya que solo restaba la jura para ser efectiva, y que afectaría a "todos los ciudadanos" si "son designados de manera unilateral por el PEN sin acuerdo del Senado de la Nación y sin siquiera poder ejercitar el derecho que les acuerda el artículo 6 del decreto 222/03.
Así mismo, la Cámara de Diputados recibió más de 200 denuncias contra el presidente de la Corte Suprema, Ricardo Lorenzetti, por avalar la medida. Pablo Llonto, quien realizó la primera solicitud, afirmó que la solicitud debería haber sido rechazada in límine, y mencionó dos fallos que se pronuncian en contra de la designación: «Uriarte, Rodolfo Marcelo y otros s/ Consejo de la magistratura de la Nación», en el que invalida la designación de subrogantes incluso con acuerdo del Consejo de la Magistratura y los poderes ejecutivo y legistaltivo; y «Aparicio, Ana Beatriz y otros/ contra el Consejo de la Magistratura» que rechaza conjueces.
Por otra parte, la diputada aliada Elisa Carrió afirmó que presentará un proyecto de ley para impedir que cualquier juez cuya designación requiera aprobación del Senado, pueda serlo "en comisión" tal como intentó hacerse con este decreto.
Los jueces designados asumieron sus funciones luego de recibir la aprobación del Senado. Rosatti asumió en junio de 2016 y Rosenkrantz en agosto del mismo año.
Finalmente el decreto fue declarado inconstitucional por el magistrado federal de Dolores, Alejo Ramos Padilla que en su falló declaró que  "Si el mecanismo de designación de los jueces del máximo tribunal no es válido, si ello no surge del texto ni del espíritu de la Constitución, si con ello se afecta la división de poderes, la independencia de los jueces, la garantía del juez natural, las facultades del Congreso, la participación y control ciudadano, resulta necesario que los mecanismos constitucionales se pongan en funcionamiento cuanto antes para frenar esa ilegalidad que afecta principios básicos sobre los que se asienta la República“.

## Postulantes
El decreto designaba como miembros de la Corte Suprema a Carlos Rosenkrantz y a Horacio Rosatti.
Rosenkrantz era un jurista graduado de la Universidad de Buenos Aires con una maestría en derecho de la Universidad de Yale y era rector de la Universidad de San Andrés al momento de su postulación. Había sido titular de un importante estudio jurídico Bouzat, Rosenkrantz & Asociados, con importantes clientes del sector público y privado, entre ellos las provincias de Santa Fe y Corrientes. En 1991, se destacó como letrado patrocinante en defensa de la Comunidad Homosexual Argentina (CHA) en un litigio que cuestionó la decisión de la Inspección General de Justicia de denegarle personería jurídica por la orientación sexual de sus integrantes y su relación con los objetivos estatutarios de la entidad. De origen radical, en 1994 fue asesor de Raúl Alfonsín en la Convención Constituyente de ese año.
Horacio Rosatti era un jurista santafecino graduado y doctorado de la Universidad Nacional del Litoral. En 2004 había recibido el título de magíster en Evaluación de Impacto y Gestión Ambiental en la Universidad Católica de Santa Fe. De origen justicialista, ejerció como fiscal municipal de la ciudad de Santa Fe, secretario de Gobierno, Cultura y Acción Social de la Municipalidad de Santa Fe y luego en 1993, secretario general de la Gobernación de la Provincia de Santa Fe. En 1994 fue elegido convencional constituyente para la reforma constitucional nacional de 1994, e integró la Comisión de Redacción, encargada de redactar el texto definitivo de la reforma. Entre 1995 y 1999 fue intendente de la Ciudad de Santa Fe y fue procurador general del Tesoro Nacional de 2003 a 2004, cuando fue designado ministro de Justicia, Seguridad y Derechos Humanos de la Nación Argentina por el entonces presidente Néstor Kirchner. 
También generó controversias el curriculum de uno de los postulantes, Carlos Rosenkrantz, quien fue denunciado públicamente en 2011 por la Asociación Civil por la Igualdad y la Justicia, que consideró que Rosenkrantz creó una ONG de defensa del consumidor (“Asociación para la Defensa de la Competencia”) por supuestos falsos objetivos y acciones con un fin opuesto —defender los intereses del Grupo Clarín— lo que constituiría "estafa procesal". En dicha denuncia indican que tanto Carlos Rosenkrantz como el cofundador y tesorero de dicha ONG, Gabriel Bouzat, son los principales socios de un estudio jurídico del cual el Grupo Clarín es cliente. También indican que la única acción anterior de la ONG de Rosenkrantz también fue una acción a favor de Clarín: “Asociación para la Defensa de la Competencia c/Estado Nacional, Ministerio de Economía s/acción declarativa”, una queja por la fusión Telefónica-Telecom, pero no así por otras que no perjudican al propio grupo (como Multicanal-Cablevisión, que lo beneficia). Fue criticado por su artículo Advertencias a un internacionalista (o los problemas de Simón y Mazzeo) de 2007, en el cual abordó los fallos de los casos Simón y Mazzeo y relativizó los fundamentos para declarar la nulidad de la Ley de Obediencia Debida y la Ley de Punto Final sobre delitos de lesa humanidad porque, según él, se basaban en la importación apresurada de jurisprudencia extranjera, lo que otorgaría una mayor discrecionalidad a los jueces que la utilización de la jurisprudencia local.

## Repercusión nacional

### Políticos
La medida fue criticada por gran parte del arco político; desde el senador kirchnerista Miguel Ángel Pichetto, hasta la excandidata a Presidente de la Nación Margarita Stolbizer. Ella sostuvo que anula la independencia del Poder Judicial y constituye un "grave retroceso institucional":

Primer y grave traspié del Presidente Macri. Nombrar por decreto jueces en comisión a la Corte es un terrible retroceso institucional. Ni CFK se ánimo a tanto. El inc.19 del art.99 CN se refiere a empleos. Podrían ser embajadores, miembros fuerzas armadas, directores BCRA. (...) No puede nombrar por decreto en comisión a los titulares de otro poder del Estado. ¿Qué independencia podrían tener con ese mecanismo? Por mucho menos la Corte declaró la inconstitucionalidad de las subrogancias y los nombramientos irregulares de CFK. ¿Podrá sobrevivir esto?
Margarita Stolbizer

También fue criticada por Sergio Massa, Julio Cobos, José Manuel de la Sota,, Victoria Donda, y Nicolás del Caño; y por juristas como Eugenio Zaffaroni, Daniel Sabsay, León Arslanián, Andrés Gil Domínguez; y Jorge Rizzo. Lo mismo hizo el premio Nobel de la Paz Adolfo Pérez Esquivel,; entre otras personalidades, utilizando duros términos para cuestionar la decisión de Macri por ser contraria a la Constitución y la República, demandando la anulación de la misma.
El radical Ernesto Sanz, aliado electoral de Macri, dijo que el presidente hizo lo que tenía que hacer, y que la medida garantizaría la gobernabilidad.
El delegado de Córdoba de la AFSCA, Carlos Vicente, opinó que la medida tiene como finalidad poder prorrogar la cautelar que impide la adecuación de Clarín a la Ley de medios.

#### Cámara de Senadores
El día 15, luego de publicado el decreto, se reunieron en el senado el bloque oficialista y el del FpV (el mayor bloque opositor al momento). En la reunión calificada de "tensa" por ambos, los opositores expresaron su preocupación por la forma, y le expresaron exigieron explicaciones el oficialismo.

#### Cámara de Diputados
El mismo 15 de diciembre, el Frente de Izquierda presentó a través de su diputada Myriam Bregman un proyecto para que la cámara exprese “su enérgico repudio a la designación de los abogados Horacio Rosatti y Carlos Rosenkrantz como ministros de la Corte Suprema de Justicia de la Nación mediante el Decreto 83/2015 firmado por el presidente Mauricio Macri” y para que el PE convoque a sesiones extraordinarias para tratar esas designaciones y todos los DNU.
Esta Cámara recibió más de 200 pedidos de juicio político contra el presidente de la Corte Suprema, Ricardo Lorenzetti, por avalar la medida.
Rosencratz también fue criticado por su artículo Advertencias a un internacionalista (o los problemas de Simón y Mazzeo) de 2007, en el cualabordó los fallos de los casos Simón y Mazzeo y relativizó los fundamentos para declarar la nulidad de la Ley de Obediencia Debida y la Ley de Punto Final sobre delitos de lesa humanidad porque, según él, se basaban en la importación apresurada de jurisprudencia extranjera.

#### Corte Suprema
El presidente de la Corte Suprema, Ricardo Lorenzetti, dio la bienvenida y no se pronunció sobre la legalidad del decreto. Posteriormente, acordó junto al Poder Ejecutivo, la postergación de la jura. Ambas actitudes ocasionaron más de 200 pedidos de juicio político contra Lorenzetti.

### Asociaciones
El Centro de Estudios Legales y Sociales publicó un comunicado criticando la designación, afirmando que la “independencia, imparcialidad y legitimidad de la Corte Suprema resultan gravemente afectadas si sus integrantes son designados por decreto, sin discusión pública previa y sin acuerdo del Senado”. También critica que los nuevos ministros de la Corte, no contarían con la estabilidad requerida para efectuar sus funciones, ya que sus decisiones pueden efectuar su continuidad en el puesto. También la Correpi se pronunció en contra en un artículo titulado «Un inundador y un abogado del poder a la Corte: Macri confirma la lógica de su gobierno», en el mismo no solo critica la forma de designación, sino que hace foco en las personas designadas.
Destaca que mientras Rosatti se mantuvo en el cargo de la secretaría de gobierno provincial y el municipio, más de 80 personas fallecieron a manos de las fuerzas de seguridad que controlaba. También que en 2005, fue acusado de presionar a la Oficina Anticorrupción Nacional, para que se archivara la investigación contra su exjefe, Carlos Reutemann. Dicha investigación era sobre la malversación de Fondos Públicos con motivo de la inundación de 2003, que causó 23 muertos oficiales o 114 según los vecinos.
Con respecto a Carlos Fernando Rosenkrantz, a quien llama "un abogado del poder", que entre sus cliente “no hay personas, sino grandes empresas de todo tipo”, incluyendo grandes medios (América TV, La Nación, Grupo Clarín y Cablevisión), cadenas de venta de alimentos, medicina prepaga, telecomunicaciones, energía, " y un enorme etcétera del mundo de los negocios y las finanzas). en el cual
abordó los fallos de los casos Simón y Mazzeo y relativizó los fundamentos para declarar la nulidad de la Ley de Obediencia Debida y la Ley de Punto Final sobre delitos de lesa humanidad porque, según él, se basaban en la importación apresurada de jurisprudencia extranjera,.

### Periodismo
El periodista Joaquín Morales Solá también cuestionó la decisión de Macri:

No me parece conveniente, ni oportuno, ni un acierto que Macri comience su gestión nombrando por decreto a los jueces de la Corte Suprema.
Joaquín Morales Solá

El periodista Facundo Falduto, columnista del Diario Perfil, calificó a la presidencia de Macri como "tercer mandato kirchnerista", basándose en que según él «con el nombramiento de jueces de la Corte Suprema “en comisión”, el líder de Cambiemos demuestra lo que aprendió de Néstor y Cristina». En dicho artículo, además de criticarlo por otras acciones que califica de inconstitucionales tales como modificar por decreto la órbita de la AFSCA, o modificar las retenciones (atribución indelegable del Congreso), sentencia:

Macri está demostrando así que en su ejercicio del poder no le preocupa ni la República, ni la Constitución, ni la legalidad. Que fue más allá incluso que el kirchnerismo con los nombramientos de los conjueces, declarados inconstitucionales por la propia Corte Suprema. Que es, en definitiva, la continuación del kirchnerismo por otros medios.

Decíamos que el nuevo presidente aprendió que "todo resorte democrático se puede explotar si se sintoniza la voluntad popular". A cinco días de asumir, esa voluntad popular todavía le es favorable. Habrá que ver si todavía lo es después de las próximas devaluaciones, aumentos de precios y subas de tarifas. Tal vez entonces no le alcance con los decretos.
Facundo Falduto

También lo criticó Mario Wainfeld, periodista de Página 12. La Izquierdia Diario lo calificó de “Dedazo”, afirmando que “avanzan los mecanismos bonapartistas y el gobierno por decreto”.
Por el contrario, el periodista de La Nación y profesor de Derecho Constitucional Adrián Ventura, opinó que aunque la medida pueda ser políticamente arriesgada, es legal. Y el diario Clarín coloca la designación como nota de tapa omitiendo indicar que fue hecha en comisión, o la polémica que produjo dicha medida.

## Marcha en contra
Alrededor de medio millón de personas se congregaron en la Plaza de Mayo en rechazo a la decisión del máximo tribunal de aplicar el beneficio del 2x1 a genocidas.
Diversas agrupaciones políticas, sindicales y sociales, y grupos de autoconvocados convocaron una marcha para el día jueves 17 de diciembre a las 17 horas. La marcha fue tanto en contra de las designaciones, como de los decretos que cambian de órbita al AFSCA, y en defensa de la Ley de medios. Entre los convocantes originales se encuentran Movimiento Evita, La Cámpora, Nuevo Encuentro, el Movimiento Nacional Latinoamericanista Estudiantil, y la CTA. Posteriormente, se sumaron a la convocatoria los diputados del FpV.

## Repercusión internacional

### Periodismo
El diario La Opinión, de Bolivia titula Macri designa dos jueces por decreto y enfrenta escándalo y en el cuerpo de la nota incluso menciona «una controversia por dos nuevos jueces nombrados a dedo».
En Chile, el diario El Mostrador titula "Macri designa por decreto jueces de la Corte Suprema de Argentina" e indica que "tiene pocos antecedentes en la historia democrática";
La Nación lo titula como "primer escándalo", resaltando que hasta Julio Cobos, aliado al gobierno, criticó la medida afirmando que debería "convocar a sesiones extraordinarias si es que hay celeridad".
En Uruguay, el diario El País reflejó que tuvo críticas de "tanto la oposición como algunos aliados";
El Observador publica una nota sobre las medidas de Macri en la que omite mencionar la designación de jueces.
En Venezuela, el diario Correo del Orinoco titula "Macri impone decreto que designa a jueces sin previa autorización" afirmando que despertó "reacciones negativas";
mientras que El sol de Margarita titula que se enfrenta a escándalo.
En España, el diario El País calificó la medida como "polémica";
en tanto que El Mundo asegura que "se enfrenta a su primer escándalo"; y ABC publica recién el miércoles 16 una nota titulada «Macri desata el escándalo al nombrar a dedo dos jueces de la Corte Suprema».